# Elytrigia tesquicola
Elytrigia tesquicola är en gräsart som beskrevs av Juri Nikolajevi Prokudin. Elytrigia tesquicola ingår i släktet kvickrötter, och familjen gräs. Inga underarter finns listade i Catalogue of Life.